# Kim Các tự (phim 1976)
Kim Các tự (tiếng Nhật: 金閣寺) là một xuất phẩm điện ảnh do Yoichi Takabayashi đạo diễn, trình chiếu lần đầu ngày 17 tháng 07 năm 1976 (Chiêu Hòa thứ 51) tại Tokyo.

## Lịch sử
Truyện phim phỏng theo một sự kiện có thật xảy ra ngày 02 tháng 07 năm 1950, dưới nền tảng tiểu thuyết của tác gia Yukio Mishima.

## Nội dung
Mizoguchi là nam sinh có lòng tôn sùng đối với Kim Các tự và đồng thời có nhiều khuynh hướng tình dục kì quái, cho nên anh trở nên mất trí trong và sau chiến tranh.

## Kĩ thuật
Phim được quay dựng tại Kyoto năm 1975 và có xử dụng nhạc bản Für Elise trong một vài phân cảnh.

### Sản xuất
- Phó đạo diễn: Ikko Tsuzuki
- Thiết kế: Kinshirô Kuzui
- Mĩ thuật: Yoshinobu Nishioka
- Âm thanh: Noburu Kurashima, Yoshitake Watabe

### Diễn xuất
- Saburô Shinoda... Mizoguchi
- Toshio Shiba... Tsurukawa
- Katsuhiko Yokomitsu... Kashiwagi
- Yoshie Shimamura... Tamiko
- Teresa Noda... Mariko
- Kazunaga Tsuji... Hải quân sĩ quan
- Jun Arai
- Mariko Kaga
- Yûki Mizuhara
- Teresa Noda
- Yûsaku Terashima... Cha Mizoguchi
- Etsuko Ichihara... Mẹ Mizoguchi
- Asao Uchida
- Dan Kenny... Lính Mỹ

## Liên kết
- Temple of the Golden Pavilion (金閣寺, Yoichi Takabayashi, 1976)